# Selene Cruz Alcalá
Selene Cruz Alcalá (Oaxaca de Juárez, 2 de octubre de 1985) es una abogada laboralista mexicana,  
actualmente magistrada laboral en el Tribunal Federal de Conciliación y Arbitraje (México). Fue titular de la  Profedet (Procuraduría Federal de la Defensa del Trabajo) de 2022 a 2024.

## Estudios
Cursó sus primeros estudios en escuelas públicas de Oaxaca y se mudó a la Ciudad de México para estudiar Derecho en la Universidad Nacional Autónoma de México, donde obtuvo su título con mención honorífica. Estudió la maestría en Derecho Constitucional en el Centro de Estudios Políticos y Constitucionales de Madrid y el doctorado en Derecho en la Universidad Autónoma de Madrid, graduada con la máxima calificación cum laude. 

## Servicio Público
Desde que estudiaba la licenciatura colaboró en el Instituto de Investigaciones Jurídicas de la UNAM, después trabajó en la Suprema Corte de Justicia de la Nación. En 2014 obtuvo una beca por parte del Tribunal Constitucional de España y posteriormente continuó con sus estudios de doctorado en aquel país.
En 2018 volvió a México para colaborar en el gobierno del Presidente Andrés Manuel López Obrador en la Secretaría del Trabajo y Previsión Social.

## Profedet
En febrero de 2022 tomó protesta como procuradora federal de la defensa del trabajo de la Procuraduría Federal de la Defensa del Trabajo (Profedet) en un momento de transición por la entrada del Nuevo modelo de justicia laboral que redujo la duración promedio de la resolución de los juicios laborales de 6 años a 6 meses.  
Durante este periodo la Profedet defendió a los trabajadores en la aplicación de los  aumentos al salario mínimo, la subcontratación, el derecho al reparto de utilidades, el incremento de los días de vacaciones y los derechos laborales de las personas trabajadoras más vulnerables de México. En el marco de la implementación de la reforma laboral realizó una estrategia que permitió concluir cerca de 50 mil juicios laborales. 

## Tribunal Federal de Conciliación y Arbitraje
Desde abril de 2024 es magistrada representante del Gobierno Federal en la Segunda Sala del Tribunal Federal de Conciliación y Arbitraje en donde se resuelven los conflictos entre las personas trabajadoras del Estado y las instituciones del Estado.

## Publicaciones
- ¿Para qué y cómo intervienen las cortes constitucionales en las políticas públicas? en Tribunales Constitucionales y jurisprudencia. Casos prácticos: Cuba, Italia, Colombia y México - 2017.
- Derechos sociales: un estudio comparado entre Estados Unidos, Alemania, Italia y España  - 2024.